# Emilio Alemagna
Emilio Alemagna (Milano, 2 aprile 1833 – Barasso, 9 ottobre 1910) è stato un architetto e ingegnere italiano.

## Biografia
Secondogenito di Giuseppe Alemagna (1807-1876), conte di Busnago e di Roncello, e di Giulia Luini (1805-1874), nato dopo il fratello Riccardo (1828-1923), Emilio Alemagna si laurea in Matematica e Ingegneria all'Università degli Studi di Pavia e si perfeziona in Architettura presso l'Accademia di Belle Arti di Milano.
Il suo primo lavoro è la Stazione posta tra Porta Venezia e Porta Nuova a Milano (1857) della Società delle Strade Ferrate del Lombardo-Veneto, per cui lavora fino al 1862. Allievo e collaboratore di Giuseppe Balzaretto, da cui apprende soprattutto l'arte dei giardini, ne continua i lavori ai Giardini Pubblici di via Palestro, che porta a termine insieme con Enrico Combi in occasione dell'Esposizione industriale del 1881, per la quale realizza anche vari addobbi; dal 1887 al 1894 si dedica, su incarico della giunta municipale, alla sistemazione a giardino pubblico dell'area Castello Sforzesco-Arco della Pace. Ottiene grande successo, soprattutto per il decoro degli ornati e la comodità delle disposizioni, con palazzi e ville: Villino Borghi (1865) e Palazzo Castelbarco Albani (1867) a Milano, poi demoliti; Villa Andreani - Castelbarco Albani a Casciago (1867), iniziata da Pollack; Villa d'Adda ad Arcore (1880), iniziata da Balzaretto, revival neorococò con cappella sepolcrale neogotica; Villa Esengrini Montalbano a Varese (1895); Villa Visconti di Modrone a Macherio (1907), con accurata ripresa di schemi settecenteschi.
Con le opere dell'età matura, nel 1891 completa la facciata della chiesa di San Francesco di Paola di Milano. Malgrado un certo eclettismo stilistico, predilige in molte sue opere lo stile neobarocco. Oltre alla produzione di committenza aristocratica e borghese, si dedica a edifici sociali quali asili, scuole, case comunali. Dal 1860 è consigliere dell'Accademia di Belle Arti di Milano; nel 1883 fa parte della giuria del concorso per la facciata del Duomo di Milano. A lui è intitolato l'Asilo Infantile E. Alemagna di Barasso, il cui edificio ha progettato nel 1907. Gli è intitolato il viale dove è ubicato il palazzo della Triennale di Milano al Parco Sempione.
Progetta il parco Sempione, in precedenza usato come area per l'esercitazione militare ed è spesso impegnato nel restauro di ville in Lombardia.

## Archivio
L'archivio di Emilio Alemagna è articolato in due fondi distinti e conservati presso archivi privati. Una parte di documentazione non sistematica prodotta dall'architetto è codi complessivi circa 100 pezzi: schizzi ad acquerello di portinerie di ville in stile eclettico, disegni a matita di elementi architettonici e decorativi (cancelli, finestre, capitelli ecc.), disegni anche acquerellati di mobili, cartoni di ferri battuti; fotografie dell'appartamento privato, di disegni di vetture ferroviarie, di arredi, decorazioni e oggetti d'arte; documenti personali (diplomi, diploma di laurea, attestati), è conservata presso un archivio privato a Barasso (Varese). Altra documentazione, relativa a progetti di architettura, giardini e arredi, alle Esposizioni di Milano e al concorso per la facciata del Duomo di Milano (1860-1910): documentazione tecnica, disegni, planimetrie, acquerelli, spolveri per stucchi, fotografie anche di grande formato e in album, corrispondenza, stampati, per complessivi circa 1000 pezzi; l'archivio conserva anche la biblioteca personale di Emilio Alemagna, è conservata presso un archivio privato di Milano.